# Liste des maires de Laon
La Liste des maires de Laon regroupe les noms des maires de la commune de Laon avec leur date de prise de fonction ainsi que les dates de fin de fonctions des maires.

## Liste des maires
| Période       | Période                       | Identité                                         | Étiquette | Qualité |
| ------------- | ----------------------------- | ------------------------------------------------ | --------- | --- |
| 1752          | 1799                          | Marie Jean François Philibert Lecarlier d'Ardon  |           | |
| 1800          | 1802                          | Jean Charles Joseph Hyacinthe de Sars            |           | |
| 1802          | 1806                          | Pierre-Félix Rossignol                           |           | |
| 1806          | 1808                          | Alexandre de Flavigny                            |           | |
| 1808          | 1812                          | Alexandre Étienne Guillaume de Théis             |           | baron et ancien préfet de la Haute-Vienne |
| 1812          | 1815                          | Jean Charles Louis Le Carlier de Colligis        |           | |
| 1815          |                               | Louis-Antoine de Beffroy de La Grève             |           | |
| 1815          |                               | Marie Charles Henri Philibert Le Carlier d'Ardon |           | |
| 1816          | 1821                          | Eugène-Edmond Dollé                              |           | |
| 1822          | 1830                          | Pierre-Joseph de Sars de la Suze                 |           | |
| 1830          | 1832                          | Marie Charles Henri Philibert Le Carlier d'Ardon |           | |
| 1832          | 1833                          | Auguste Oyon                                     |           | |
| 1837          | 1840                          | Ernest Le Carlier                                |           | |
| 1842          | 1847                          | Edmond Dollé                                     |           | |
| 1847          | 1848                          | Charlemagne Paringault                           |           | |
| 1848          | 1850                          | Simon Cocu                                       |           | |
| 1850          | 1852                          | Isidore Cordier                                  |           | |
| 1852          | 1863                          | Auguste Marie Charles Charpentier de Beauvillé   |           | |
| 1863          | 1871                          | Louis Alexandre Vinchon                          |           | |
| 1871          | 1887                          | Jean-François Glatigny                           |           | |
| 1887          | 1892                          | Eugène Bonnot                                    |           | |
| 1892          | 1919                          | Georges Ermant                                   |           | |
| 1919          | 1929                          | Léon Nanquette                                   |           | |
| 1929          | 1935                          | Henry Lenain                                     |           | |
| 1935          | 1940                          | Marcel Levindrey                                 | SFIO      | Rédacteur dans une compagnie d'assurances sociales Conseiller général de Laon (1937 → 1940 et 1945 → 1970)                                                                                       |
| 1940          | 1944                          | René Gérandal                                    |           | |
| 1944          | 1965                          | Marcel Levindrey                                 | SFIO      | Rédacteur dans une compagnie d'assurances sociales Député de l'Aisne (1946 → 1958) Conseiller général de Laon (1937 → 1940 et 1945 → 1970) Président du conseil général de l'Aisne (1945 → 1948) |
| 1965          | 1977                          | Guy Sabatier                                     | UNR-RPR   | Avocat Député de l'Aisne (1962 → 1973) Conseiller général de Laon-Nord (1973 → 1979) |
| 1977          | 1983                          | Robert Aumont                                    | PS        | Député de l'Aisne (1973 → 1986) Conseiller général de Laon (1970 → 1973) Conseiller général de Laon-Sud (1973 → 1982)                                                                            |
| 1983          | 1989                          | René Dosière                                     | PS        | Député de l'Aisne (1988 → 1993 et 1997 → 2017) Président du Conseil régional de Picardie (1981 → 1983) Conseiller général de Laon-Sud (1993 → 2008)                                              |
| 1989          | 2001                          | Jean-Claude Lamant                               | RPR       | Député de l'Aisne (1986 → 1988 et 1993 → 1997) Conseiller général de Laon-Sud (1982 → 1993) |
| mars 2001     | septembre 2017,               | Antoine Lefèvre                                  | UMP-LR    | Chargé d'études à la Chambre d'agriculture de l'Aisne Sénateur de l'Aisne (2008 → ) Démissionnaire en raison de son mandat de sénateur                                                           |
| octobre 2017, | En cours (au 21 octobre 2017) | Éric Delhaye                                     | UDI       | Directeur général des services techniques de l'agglo du Soissonnais Président de la CA du Pays de Laon (2017→ ) Président de Valor'Aisne ( ? → )                                                 |

## Compléments

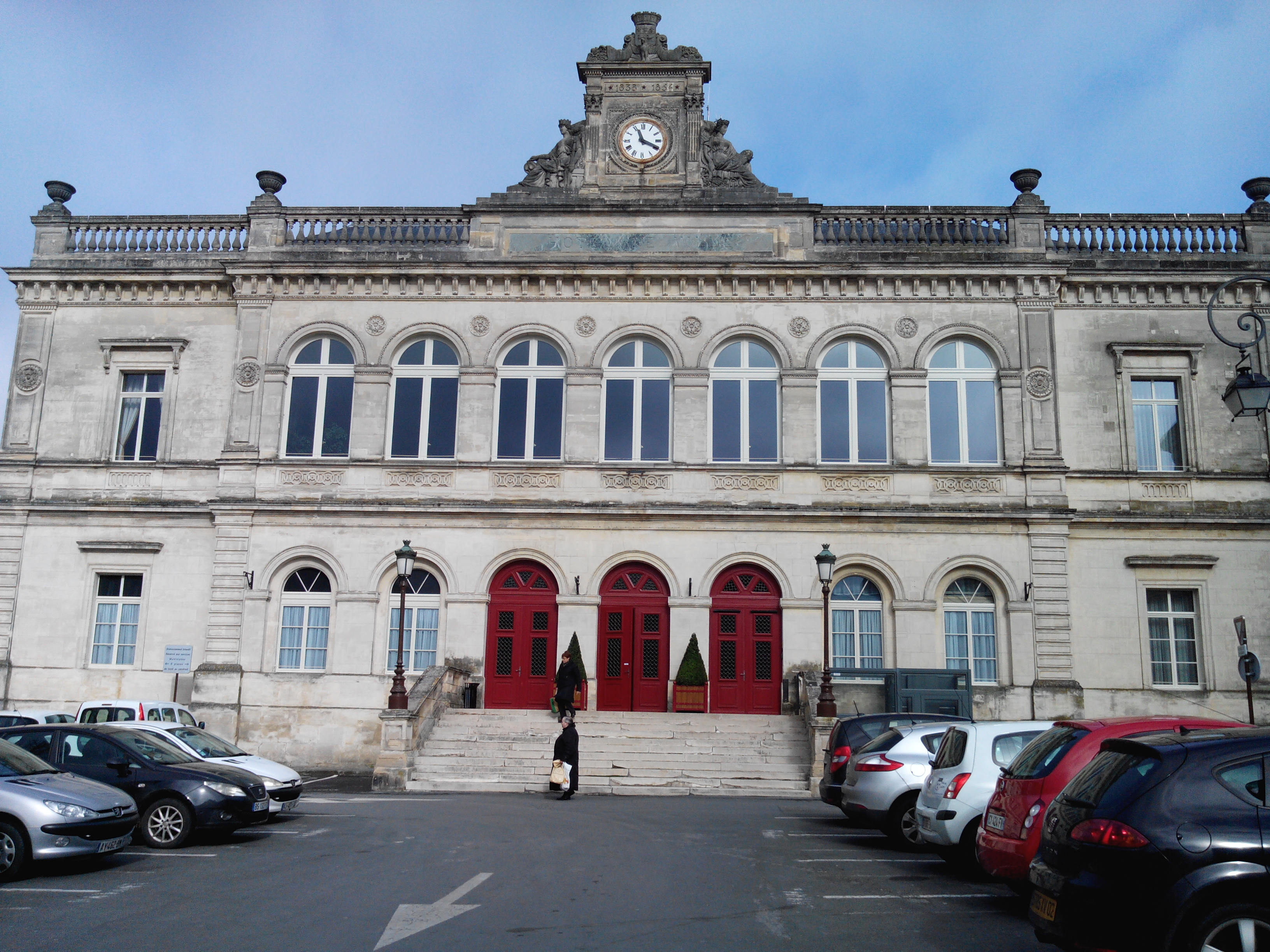
la Mairie.